# 地域資源
地域資源（ちいきしげん）とは、地域内に存在する資源であり、かつ地域内の人間活動に利用可能な（あるいは利用されている）、有形、無形のあらゆる要素を指す言葉である。
地域資源は多種多様であり、どの地域にも存在するものである。しかし、地域住民にとっては当たり前の存在であるため、地域資源であると気づかれない場合も多い。近年、ご当地ブーム、町おこし、地域ブランドに代表される地域活性化の試みにおいて特徴・素材となるものを地域資源として定義し、活用する考え方が広まっている。
2007年6月施行の中小企業による地域産業資源を活用した事業活動の促進に関する法律（略称：中小企業地域資源活用促進法）では、各都道府県が農林水産物、鉱工業品及びその生産技術、観光資源の3類型から地域資源をリストアップし認定していた。この法律は、地域資源を活用した中小企業の事業計画を認定し、支援によって地域ブランド等の育成を計るものである。2014年2月末時点で、13,780件が認定されている。その割合は、観光資源の指定件数が約5割、農水産物が約3割、鉱工業品が約2割であり、観光資源が最も多い。なお、2020年10月1日に「中小企業の事業承継の促進のための中小企業における経営の承継の円滑化に関する法律等の一部を改正する法律」が施行され、上記の取り組みは廃止となった。